# Lucas Prisor
Lucas Prisor (ur. 23 września 1983 w Hanowerze) – niemiecki aktor telewizyjny, filmowy i teatralny.

## Wybrana filmografia
- 2012: Tatort: Todesbilder jako gość weselny
- 2013: Młoda i piękna (Jeune et Jolie) jako Felix, niemiecki turysta
- 2014: Dyplomacja (Diplomatie) jako SS-Mann
- 2014: Pątniczka (Die Pilgerin) jako Damian Laux
- 2015: Tatort: Kälter als der Tod jako Elias Jacobi
- 2015: Tatort: Wer Wind erntet, sät Sturm jako Kilian Hardendorf
- 2016: Najpiękniejsze baśnie braci Grimm: Grające drzewko (Das singende, klingende Bäumchen, TV) jako młody książę
- 2016: Elle jako Kurt, współpracownik Michèle
- 2016: Kommissarin Heller jako Jens Wieczorek
- 2017: Gra w szklane kulki (Un sac de billes) jako konduktor w autobusie
- 2017: Charité jako Wilhelm II Hohenzollern
- 2018: Tatort: Zeit der Frösche jako Bassi Mahler